# Lunde (Kramfors)
Pour les articles homonymes, voir Lunde.
Lunde est une localité de la commune de Kramfors dans le comté de Västernorrland en Suède.
Sa population était de 348 habitants en 2019.